# Koktuli
La rivière Koktuli est un cours d'eau d'Alaska, aux États-Unis situé dans la région de recensement de Dillingham. C'est un affluent de la rivière Mulchatna elle-même affluent du fleuve Nushagak.
Son nom eskimo était Kukh-du-li.

## Sources
- (en) « Koktuli », Geographic Names Information System